# Llista d'alcaldes d'Illa (Rosselló)
Els alcaldes del municipi rossellonès d'Illa han estat:
| Data inicial | Fi del mandat | Nom                                                              |
| 1790         | 1791          | Jean Llagone                                                     |
| 1791         | 1793          | Jacques Salamo                                                   |
| 1793         | 1794          | Jean-Baptiste Moynier                                            |
| 1794         | 1794          | François Dauriach                                                |
| 1794         | 1795          | François Tarris                                                  |
| 1795         | 1798          | Jacques Mauran                                                   |
| 1798         | 1808          | Michel Clotes                                                    |
| 1808         | 1815          | Jean Boixo                                                       |
| 1815         | 1815          | François Dauriach                                                |
| 1815         | 1825          | Jean Boixo                                                       |
| 1825         | 1826          | François Batlle                                                  |
| 1826         | 1830          | Jacques Abadie                                                   |
| 1830         | 1831          | François Dauriach                                                |
| 1831         | 1837          | Jean de Lacour                                                   |
| 1837         | 1840          | Jean Chauvet                                                     |
| 1840         | 1848          | Jean de Lacour                                                   |
| 1848         | 1848          | Joseph Gravas                                                    |
| 1848         | 1848          | Jacques Illes                                                    |
| 1848         | 1848          | François Obert                                                   |
| 1848         | 1849          | Josep Boixo                                                      |
| 1849         | 1850          | Jean Nadal                                                       |
| 1850         | 1858          | François Obert                                                   |
| 1858         | 1867          | Jean Trullès                                                     |
| 1867         | 1870          | Victor de Lacour                                                 |
| 1870         | 1870          | Antoine Lavaill                                                  |
| 1870         | 1871          | Joseph Marty                                                     |
| 1871         | 1871          | Victor de Lacour                                                 |
| 1871         | 1874          | Joseph Marty                                                     |
| 1874         | 1876          | Raymond Amiel                                                    |
| 1876         | 1876          | Auguste Pinet                                                    |
| 1876         | 1877          | Frédéric Fillol                                                  |
| 1877         | 1878          | Charles de Lacour                                                |
| 1878         | 1878          | Louis Nogués                                                     |
| 1878         | 1881          | Frédéric Fillol                                                  |
| 1881         | 1894          | François Baux                                                    |
| 1894         | 1895          | François Nicolau                                                 |
| 1895         | 1896          | Jean Galia                                                       |
| 1896         | 1900          | François Baux                                                    |
| 1900         | 1904          | François Aspès                                                   |
| 1904         | 1904          | François Baux                                                    |
| 1904         | 1922          | Étienne Batlle                                                   |
| 1922         | 1923          | Felix Ausseil                                                    |
| 1923         | 1927          | Louis Marqui                                                     |
| 1927         | 1935          | Jean Galia                                                       |
| 1935         | 1940          | Jacques Tixador                                                  |
| 1940         | 1941          | Aimé Saris                                                       |
| 1941         | 1944          | Pierre Blanc, nomenat per delegació especial del govern de Vichy |
| 1944         | 1947          | Etienne Margaill                                                 |
| 1947         | 1954          | Jean Pons                                                        |
| 1954         | 1959          | Lucien Gély                                                      |
| 1959         | 1977          | Maurice Iché                                                     |
| 1977         | 1983          | Lucette Pla-Justafré                                             |
| 1983         | 2001          | Henri Soler                                                      |
| 2000         | 2009          | Henri Demay                                                      |
| 2009         | actual        | Willy Burghoffer                                                 |